# فرودگاه اورلند مین
فرودگاه اورلند مین (به انگلیسی: Ørland Main Air Station) یک فرودگاه نظامی با کد یاتا OLA است که یک باند فرود آسفالت دارد و طول باند آن ۲۷۱۴ متر است. این فرودگاه در کشور نروژ قرار دارد و در ارتفاع ۹ متری از سطح دریا واقع شده است.

## شرکت‌های هواپیمایی و مقصدهای پروازی
| شرکت‌های هواپیمایی | مقصدهای پروازی |
| ----------------- | -------------- |
| ایر نروژ          | Aalborg, Oslo  |